# Sicklerita
La sicklerita és un mineral de la classe dels fosfats que rep el seu nom del descobridor del jaciment geològic de Pala (Califòrnia), Sickler. Aquesta espècie va ser desacreditada en el mes de desembre de 2022 quan va ser establert el nou grup de la trifil·lita.
Segons la classificació de Nickel-Strunz, la sicklerita pertany a «08.AB: Fosfats, etc. sense anions addicionals, sense H₂O, amb cations de mida mitjana» juntament amb els següents minerals: farringtonita, ferrisicklerita, heterosita, litiofil·lita, natrofilita, purpurita, simferita, trifilita, karenwebberita, sarcòpsid, chopinita, beusita, graftonita, xantiosita, lammerita, lammerita-β, mcbirneyita, stranskiita, pseudolyonsita i lyonsita.